# Resak
Resak (grč. Rhoesaces) je bio brat Spitridata i satrap Jonije u službi Perzijskog Carstva. Upamćen je po sudjelovanju u bitci kod Granika (334. pr. Kr.) protiv Aleksandra Makedonskog, u kojoj je poginuo zajedno s bratom. Povjesničar Diodor sa Sicilije opisuje borbu između Spitridata i Aleksandra na sljedeći način:

Bacio je koplje na Aleksandra tako snažno i energično da je oružje rasparalo njegov štit i zaustavilo se tek na grudnom oklopu. Aleksandar je istrgnuo oružje rukom, a potom služeći se ostrugama sa svog konja kao zamahnom silom prišao je Spitridatu i zabio koplje u njegova prsa. Prilikom ovog događaja obje vojske pokazale su svoju srčanost i hrabrost. Perzijanac je uzeo svoj mač i prišao Aleksandru koji je uspio skupiti snage za još jedan ubod u protivničko lice čime je ovaj bio mrtav.

Diodor dalje opisuje Resakovo ponašanje:

Perzijanci su pali, no istog trenutka njegov brat Resak dojahao je do Aleksandra i udario ga mačem po glavi tolikom snagom da se raspala njegova kaciga pri čemu je Aleksandar zadobio ozlijede glave. Kada se Resak spremao zadati konačni i smrtni udarac Aleksandru, Klit poznat kao „Crni“ naletio je na Perzijanca i otkinuo mu ruku.

Tako je završio Resakov pokušaj da osveti bratovu smrt. Ovaj čin Klita Crnog obilježit će njegovu sudbinu; drevni povjesničari tvrde kako je Klit otvoreno provocirao Aleksandra kako mu je spasio život kod Granika te kako zbog toga ne može biti božanstvo, zbog čega je Aleksandar u pijanstvu i bijesu ubio Klita kopljem.

## Poveznice
- Spitridat
- Jonija
- Bitka kod Granika

## Vanjske poveznice
- Diodor sa Sicilije: Bibliotheca historica, XVII. 20.
- Arijan: „Aleksandrova Anabaza“